# Pedrinho (football, 1998)
Pour les articles homonymes, voir Pedrinho.
Pedro Victor Delmino da Silva dit Pedrinho est un footballeur brésilien né le 14 avril 1998 à Maceió. Il évolue au poste de milieu de terrain au Chakhtar Donetsk.

## Biographie

### Carrière en club

#### SC Corinthians (depuis 2013)
Pedrinho rejoint le centre de formation des Corinthians en 2013. 
Le 19 mars 2017, il fait ses débuts professionnel contre Ferroviária, match perdu (1-0).
Acheté lors de l'été 2020 par le Benfica Lisbonne, Pedrinho quitte le club dès le 8 juin 2021 pour rejoindre le Chakhtar Donetsk contre 18 millions d'euros. 

## Statistiques
| Saison                | Club                  | Championnat           | Championnat | Championnat | Coupe nationale | Coupe nationale | Coupe de la Ligue | Coupe de la Ligue | Supercoupe | Supercoupe | Compétition(s) continentale(s) | Compétition(s) continentale(s) | Compétition(s) continentale(s) | Ligue régionale | Ligue régionale | Total | Total |
| Saison                | Club                  | Division              | M.          | B.          | M.              | B.              | M.                | B.                | M.         | B.         | Comp.                          | M.                             | B.                             | M.              | B.              | M.    | B.    |
| 2017                  | SC Corinthians        | Série A               | 12          | 0           | -               | -               | -                 | -                 | -          | -          | CS                             | 2                              | 1                              | 6               | 0               | 20    | 1     |
| 2018                  | SC Corinthians        | Série A               | 35          | 0           | 5               | 1               | -                 | -                 | -          | -          | CL                             | 6                              | 0                              | 7               | 1               | 53    | 2     |
| 2019                  | SC Corinthians        | Série A               | 25          | 5           | 4               | 0               | -                 | -                 | -          | -          | CS                             | 8                              | 2                              | 17              | 0               | 54    | 7     |
| Sous-total            | Sous-total            | Sous-total            | 72          | 5           | 9               | 1               | -                 | -                 | -          | -          | -                              | 16                             | 3                              | 30              | 1               | 127   | 10    |
| 2020-2021             | Benfica Lisbonne      | Liga NOS              | 19          | 0           | 5               | 1               | 1                 | 0                 | 1          | 0          | C1+C3                          | 1+4                            | 0+0                            | -               | -               | 31    | 1     |
| Sous-total            | Sous-total            | Sous-total            | 19          | 0           | 5               | 1               | 1                 | 0                 | 1          | 0          | -                              | 5                              | 0                              | 0               | 0               | 31    | 1     |
| 2021-2022             | Chakhtar Donetsk      | Premier-Liha          | 11          | 3           | -               | -               | -                 | -                 | 1          | 0          | C1                             | 7                              | 1                              | -               | -               | 19    | 4     |
| Sous-total            | Sous-total            | Sous-total            | 11          | 3           | 0               | 1               | 1                 | 0                 | 1          | 0          | -                              | 7                              | 1                              | 0               | 0               | 20    | 5     |
| Total sur la carrière | Total sur la carrière | Total sur la carrière | 101         | 8           | 14              | 2               | 1                 | 0                 | 2          | 0          | -                              | 28                             | 4                              | 30              | 1               | 176   | 15    |

## Palmarès
|  |  | SC Corinthians - Série A - Champion : 2017 - Campeonato Paulista - Champion : 2017 et 2018 |